# Dos Pinos
La Cooperativa de Productores de Leche Dos Pinos R.L. (abreviado COOPROLE R.L.), más conocida como Dos Pinos es una cooperativa costarricense productora de lácteos, bebidas y dulces con sede en Alajuela, Costa Rica y fundada en 1947. Tiene un portafolio de marcas de más de 600 productos y vende sus productos en Centroamérica y el Caribe.
Dos Pinos está estructurada como una cooperativa donde los socios que invirtieron en la organización comparten las ganancias de acuerdo a sus participaciones. Está regulada por la ley costarricense bajo la "Ley general de cooperativas".

## Historia

### Orígenes
La Cooperativa de Productores de Leche R.L. (popularmente conocida como “Dos Pinos”) fue fundada en 1947 por un grupo de 25 agricultores lecheros de Costa Rica buscando unirse para tener una planta estable a través de la cual pudieran vender su leche debido a los problemas con la fluctuación de la demanda de un producto perecedero.
Esta fase inicial del negocio de Dos Pinos fue exitosa, pero no fue hasta 1952 que incursiona en el negocio del procesamiento y pasteurización de la leche. En estos años iniciales, la cooperativa se vio forzada a diversificar su negocio porque los precios de la leche estaban regulados en Costa Rica, lo que limitaba la rentabilidad. La cooperativa decidió enfocarse entonces en los productos lácteos "nobles" que ayudaron a mejorar sus ganancias y a expandir el número de plantas procesadoras. En 1978 Dos Pinos abrió una gran planta de leche en polvo en Ciudad Quesada, permitiéndole procesar leche al norte del país. Para 1982 se informó que la empresa tenía 10 plantas operativas en Costa Rica. En 1985 Dos Pinos abrió su planta de llenado aséptico de productos lácteos usando empaques Tetra Brik, lo que le permitió introducir leche de mayor duración en el mercado. En 1988 la firma completó su primer pedido de exportación formal al extranjero, abriéndose a vender a países cercanos.

### Expansión
En 2007 abrió operaciones en Guatemala construyendo un gran centro de distribución y apartando espacio para una futura planta procesadora. En 2008 a través de una alianza con Cooleche, la leche de marca Dos Pinos empezó a venderse en Panamá. También en 2013 la cooperativa compró Planta Nevada de "Cervecería Nacional de Panamá", que produce leche y jugos. En agosto de 2015, Dos Pinos adquirió la empresa de productos industriales “La Completa” en Chontales, Nicaragua para impulsar su presencia en ese país. En septiembre de 2016, Dos Pinos diversificó sus operaciones con la adquisición de la subsidiaria de dulces “Gallito” de Mondelez International por $6.7 millones de dólares.
En el año 2017, Dos Pinos abrió su primera heladería, bajo la marca La Estación y desde entonces se ha expandido a lo largo y ancho del país.

## Marcas
Dos Pinos produce una amplia variedad de productos lácteos, dulces y helados bajo diversas marcas conocidas como Pinito, Delactomy, Lula, Trits, Morenito, Guayabita, Milán, entre muchas otras.